# Alton Brown
Alton Crawford Brown (Los Angeles, 30 luglio 1962) è un personaggio televisivo, conduttore televisivo e autore televisivo statunitense.

## Biografia
Conduttore dei programmi Good Eats, Feasting on Asphalt, Iron Chef America e Cutthroat Kitchen.
Negli anni 1980 è stato direttore della fotografia per il videoclip di The One I Love dei R.E.M.
È apparso in un episodio di MythBusters, in una puntata della ventisettesima stagione de I Simpson e in una della seconda stagione di Scooby-Doo and Guess Who?.

## Opere
- (EN) Alton Brown, I'm just here for the food. Food + heat = cooking, 1ª ed., New York, Stewart, Tabori & Chang, 2002, ISBN 978-1-58479-083-9.
- (EN) Alton Brown, Alton Brown's gear for your kitchen, New York, Stewart, Tabori & Chang, 2003, ISBN 978-1-58479-296-3.
- (EN) Alton Brown, I'm just here for the food. Kitchen user's manual, New York, Stewart, Tabori & Chang, 2003, ISBN 978-1-58479-298-7.
- (EN) Alton Brown, I'm just here for the food. Cook's notes, New York, Stewart, Tabori & Chang, 2003, ISBN 978-1-58479-299-4.
- (EN) Alton Brown, I'm just here for more food. Food x mixing + heat = baking, New York, Stewart, Tabori & Chang, 2004, ISBN 978-1-58479-341-0.
- (EN) Alton Brown, Feasting on asphalt. The river run, New York, Stewart, Tabori & Chang, 2008, ISBN 978-1-58479-681-7.
- (EN) Alton Brown, Good eats. The early years, vol. 1, New York, Stewart, Tabori & Chang, 2009, ISBN 978-1-58479-795-1.
- (EN) Alton Brown, Good eats. The middle years, vol. 2, New York, Stewart, Tabori & Chang, 2010, ISBN 978-1-58479-857-6.
- (EN) Alton Brown, Good eats. The later years, vol. 3, New York, Stewart, Tabori & Chang, 2011, ISBN 978-1-58479-903-0.
- (EN) Alton Brown, Everydaycook. This time, it's personal, New York, Ballantine Books, 2016, ISBN 978-1-101-88571-0.